# Acacia menzelii
Acacia menzelii é uma espécie de leguminosa do gênero Acacia, pertencente à família Fabaceae.